# Pjesničko sijelo u čast Don Jurja Gospodnetića
Pjesničko sijelo u čast Don Jurja Gospodnetića je hrvatska pjesnička manifestacija koja se održava u Koritima kod Bosanskog Grahova, na Vidikovcu.
Održava se od 2012. godine u čast don Jurja Gospodnetića. Obično se održava sredinom srpnja, od oko 16. do 19. srpnja, u sklopu Dana svetog Ilije Proroka. 
Sijelo okuplja hrvatske pjesnike transcendentalnoga nadahnuća. Mnogobrojna publika na ovaj dan ovamo dolazi iz mnogih mjesta Bosne i Hercegovine, Hrvatske, kao i više europskih zemalja.

## Program
- 2012.:
- 2013.:
- 2014.:
- 2015. godine pjesničko druženje vodio je gosp. Tomislav Sarić, obljajski predsjednik Udruge za očuvanje povijesne i kulturne baštine Hrvata Bosanskog Grahova „Dinara–Ponare" Zagreb. Nastupili su pjesnici: Tomislav Marijan Bilosnić (Zadar), Ante Nadomir Tadić Šutra i Fabijan Lovrić (Knin), Melani Strinić (Livno) i Branko Antunović ( Benkovac), a također i u programu Pjesničkog sijela sudjelovao je i mons. dr. Franjo Komarica, biskup banjalučki, kao i misionarka časna sestra Svjetlana Rezo, te župnik Davor Klečko. Predstavljena je knjiga "Ljubav. Sila. Domišljatost. Skidanje maski", banjalučkog biskupa mons. Franje Komarice i njemačkog novinara Winfrieda Gbureka, u kojoj biskup Komarica otvoreno govori o pozadini rata i otkriva šokantne informacije o planu istrebljenja Hrvata i katolika iz Bosne i Hercegovine.[1]
- 2016. - Dobitnici; Tomislav Marijan Bilosnić (Molitve) i Drago Čondrić (Sedam velikih biblijskih poema)